# Graphis hyphosa
Graphis hyphosa är en lavart som beskrevs av Staiger. Graphis hyphosa ingår i släktet Graphis och familjen Graphidaceae.   Inga underarter finns listade i Catalogue of Life.